# (332183) Jaroussky
(332183) Jaroussky ist ein Asteroid des mittleren Hauptgürtels, der vom französischen Informatiker und Amateurastronomen Jean-Claude Merlin am 28. Januar 2006 am vollautomatischen Ritchey-Chrétien-81-cm-Teleskop des Tenagra II Observatory in Nogales, Arizona (IAU-Code 926) entdeckt wurde. Das Teleskop konnte Merlin bei der Entdeckung von Frankreich aus ansteuern.
Mittlere Sonnenentfernung (große Halbachse), Exzentrizität und Neigung der Bahnebene des Asteroiden entsprechen grob der Dora-Familie, einer Gruppe von Asteroiden, die nach (668) Dora benannt ist.
(332183) Jaroussky wurde am 22. Februar 2016 nach dem französischen Countertenor Philippe Jaroussky benannt.